# Rehberg-Schichten

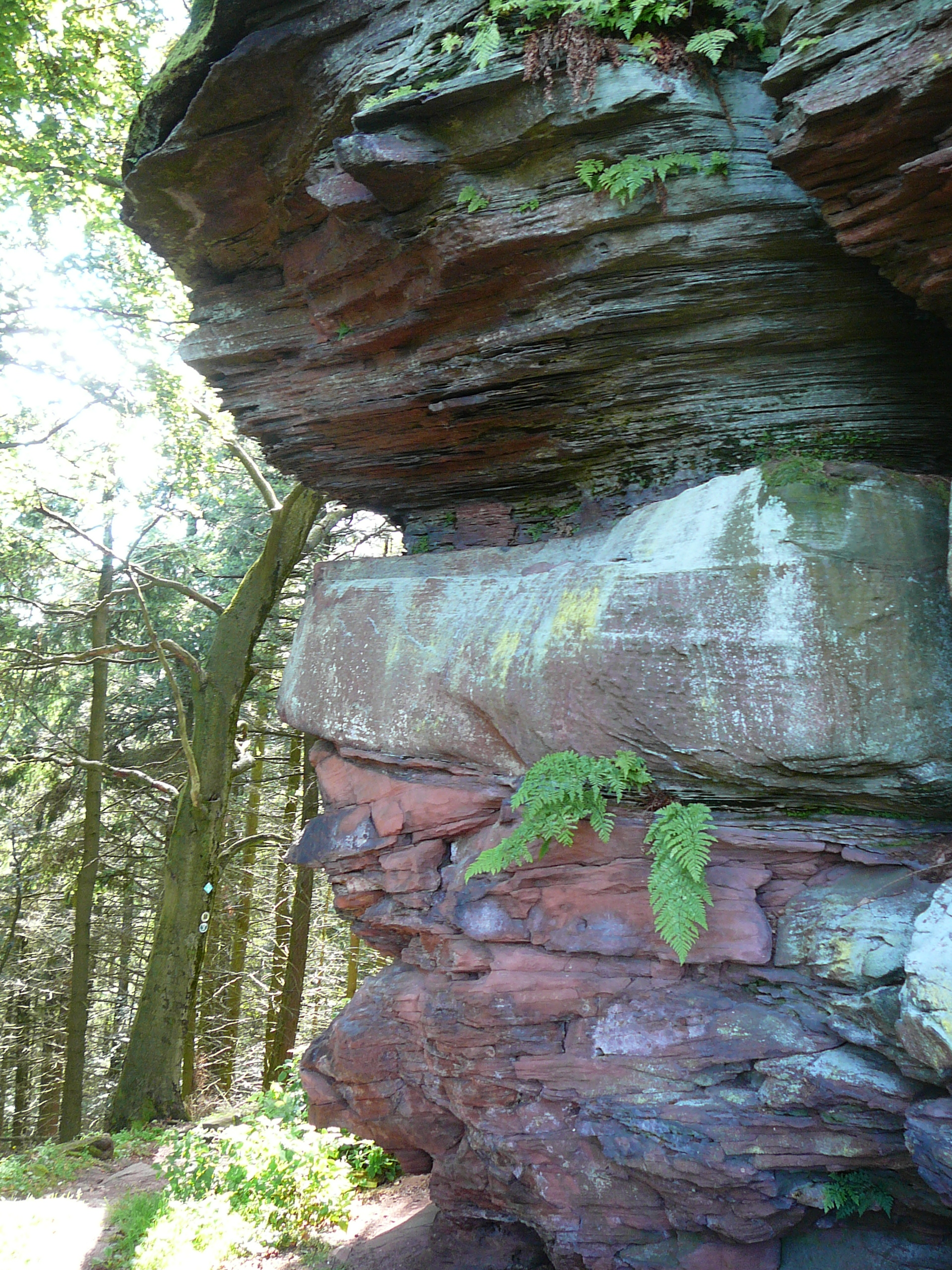
Gipfelregion des Rehbergs: Gesteinsformationen der Rehberg-Schichten

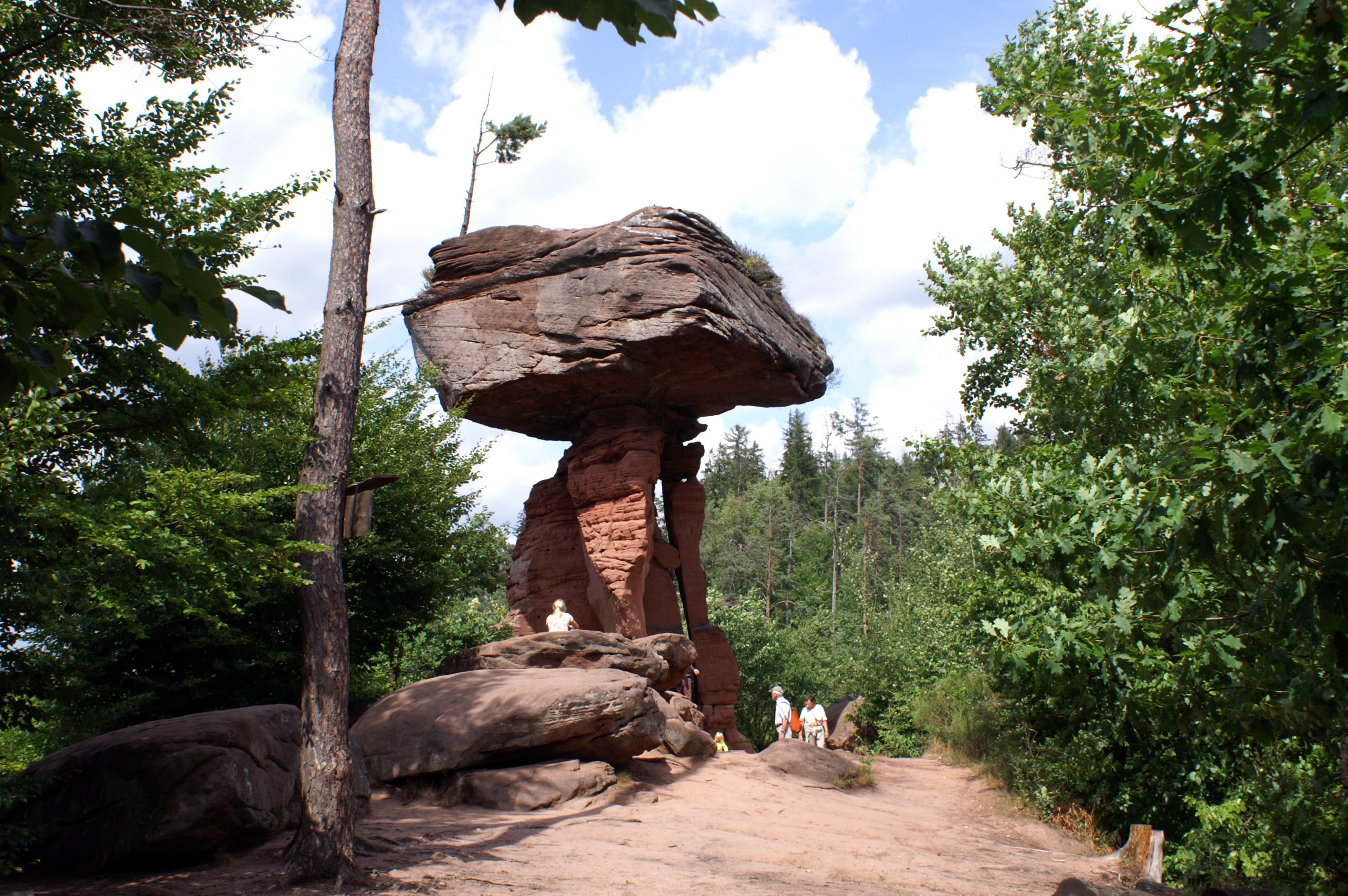
Kleinräumige Verwitterung in den Rehberg-Schichten am Beispiel des Teufelstisches

Die Rehberg-Schichten sind eine Gesteinsschicht im Pfälzerwald. Namengebend ist der Rehberg, mit 577 m ü. NHN der höchste Berg des deutschen Wasgaus in der Nähe des Trifels, dessen Gipfelbereich durch diese Gesteinsschichten aufgebaut wird.

## Vorkommen
Sie treten in weiten Bereichen des mittleren und südwestlichen Pfälzerwaldes an seine Oberfläche und werden erst etwa westlich einer Linie Johanniskreuz (470 m ü. NHN), Leimen, Münchweiler, Hohe List (476 m ü. NHN) und Erlenkopf (472 m ü. NHN) von den jüngeren Gesteinen des Mittleren und Oberen Buntsandsteins abgelöst. Eine schmale Sandsteinschicht, die einen höheren Gehalt an Tonmineralen besitzt, grenzt die etwa 145 Meter mächtige Gesteinsfolge von den Trifels-Schichten ab; sie bildet wegen ihrer geringeren Wasserdurchlässigkeit einen wichtigen Quellhorizont.

## Charakteristika
Im Gegensatz zur kompakten Gesteinseinheit der Trifels-Schichten besteht die Rehberg-Stufe nicht aus einem einheitlichen Felspaket, sondern aus mehreren schräggeschichteten und kleinräumigen Felszonen, die durch Dünnschichten voneinander getrennt sind. In den Felszonen dominieren ebenfalls kieselig gebundene und damit stark verfestigte mittel- und grobkörnige Sandsteine, die meist unter fluviatilen Bedingungen abgelagert wurden. Die vorwiegend äolisch entstandenen, eher tonisch gebundenen Dünnschichten verlaufen dagegen meist horizontal, besitzen eine vorwiegend feinkörnige, geringer kristallisierte Struktur und unterliegen deshalb stärker Verwitterung und Abtragung.

## Beispiele
Diese Wechselfolge unterschiedlich stark erodierter Felszonen spiegelt sich unter anderem in charakteristischen Felsbildungen wider, wobei zum Beispiel Felsüberhänge, Felsentore und vor allem pilz- und tischförmige Strukturen auffallen. Ein bekanntes Beispiel ist der Teufelstisch bei Hinterweidenthal, an dessen tischförmiger Gestalt die Wirkung dieser kleinräumigen Verwitterungsprozesse besonders deutlich wird.